# Ouvaton
Ouvaton est une société anonyme (à directoire et conseil de surveillance) de droit français, organisée en coopérative de consommateurs. Elle propose des hébergements de sites web et d'autres services internet (courriel, gestion de domaine d’hébergement, listes de discussion, groupware, etc.) sur des serveurs situés en France.
Ouvaton offre des hébergements payants sans publicité, qui respectent la confidentialité des utilisateurs, à prix coûtant en favorisant les logiciels libres ; tous les sites web sont automatiquement joignables via le protocole sécurisé HTTPS avec Let's Encrypt et hébergés sur des disques SSD.
Ouvaton relaie la campagne « Dégooglisons Internet » de Framasoft en mettant à disposition librement certains de ses outils.
Les utilisateurs d'Ouvaton possèdent chacun une partie de la coopérative. C'est juridiquement une SA, mais chaque membre possède une voix, quel que soit le nombre de parts qu'il détient.
Elle a été créée le 7 avril 2001,, par l'association « Ouvaton, les amis » composée de 139 personnes fédérées par un noyau de militants constitué autour de Alexis Braud, à l'origine du projet lancé à la suite de la fermeture de l'hébergement Altern.org.